# Beta Leporis
Beta Leporis (β Lep) – druga co do jasności gwiazda w gwiazdozbiorze Zająca, znajdująca się w odległości około 160 lat świetlnych od Słońca.

## Nazwa
Tradycyjna nazwa gwiazdy, Nihal, wywodzi się od dawnego arabskiego asteryzmu przedstawiającego „wielbłądy, które zaczynają gasić pragnienie” (arab. ‏النهال‎ al-nihal), złożonego z czterech gwiazd Zająca położonych w pobliżu „rzeki” Drogi Mlecznej. Międzynarodowa Unia Astronomiczna w 2016 roku formalnie zatwierdziła użycie nazwy Nihal dla określenia składnika β Lep A.

## Charakterystyka
Jest to dość nietypowa gwiazda, jasny olbrzym należący do typu widmowego G, nieco chłodniejsza od Słońca, ale o 165 razy większej jasności, 16 razy większym promieniu i 3 razy większej masie. Aktualnie nie prowadzi reakcji syntezy termojądrowej w helowym jądrze, ale za około 3 miliony lat rozpocznie łączenie jąder helu w węgiel. Gwiazda emituje promieniowanie rentgenowskie, co wskazuje na jej aktywność magnetyczną. Jej skład chemiczny jest podobny do słonecznego, ale wzbogacony w metale ziem rzadkich, co może być konsekwencją separacji chemicznej w atmosferze gwiazdy, kiedy była ona jeszcze na ciągu głównym (była to gwiazda typu A lub B, nieco gorętsza niż Wega).
Beta Leporis jest gwiazdą podwójną, 2,5 sekundy kątowej od olbrzyma znajduje się jej towarzysz. Oceny jego jasności różnią się o kilka magnitud (7–11m), co może wynikać z trudności pomiaru w sąsiedztwie jasnego olbrzyma, ale też odzwierciedlać zmienność tej gwiazdy, która może być układem zaćmieniowym. W pobliżu znajdują się jeszcze trzy słabsze gwiazdy, ale mogą one tylko przypadkowo sąsiadować z Nihalem na ziemskim niebie.